# Евстигнеев, Сергей Николаевич
Сергей Николаевич Евстигнеев (род. 11 января 1958 года) — советский и российский тренер высшей категории по лёгкой атлетике. Заслуженный тренер России (2000).

## Биография
Сергей Николаевич Евстигнеев родился 11 января 1958 года. Мастер спорта СССР. В 1979 году окончил Государственный дважды орденоносный институт физической культуры имени П. Ф. Лесгафта по специальности «физическая культура и спорт». Более 35 лет работает тренером по лёгкой атлетике. В 2000 году вошёл в список лучших тренеров Санкт-Петербурга и России по лёгкой атлетике. В настоящее время является тренером-преподавателем по лёгкой атлетике ГОБУ ДОД СДЮСШОР № 2 Московского района Санкт-Петербурга. Специализируется преимущественно на подготовке спортсменов в дисциплине «толкание ядра».
Наиболее высоких результатов среди воспитанников Евстигнеева добилась Лариса Пелешенко, ставшая серебряным призёром Олимпийских игр 2000 года, чемпионкой мира в помещении 2001 года, чемпионкой Европы в помещении 2000 года, двукратным серебряным призёром чемпионатов Европы в помещении (1988, 1994), чемпионкой Игр Доброй воли 2001 года, чемпионкой СССР 1986 года, чемпионкой России 2001 года, трёхкратной чемпионкой России в помещении (1994, 2000, 2001). В настоящее время Сергей Николаевич тренирует Евгению Пивину, которая в 2014 году стала чемпионкой России среди юниоров.

## Награды и звания
- Почётное звание «Заслуженный тренер России» (2000).
- Знак «Отличник физической культуры и спорта» (2002).
- Премия Правительства Санкт-Петербурга (2014)[7]